# Pürglitzschanze

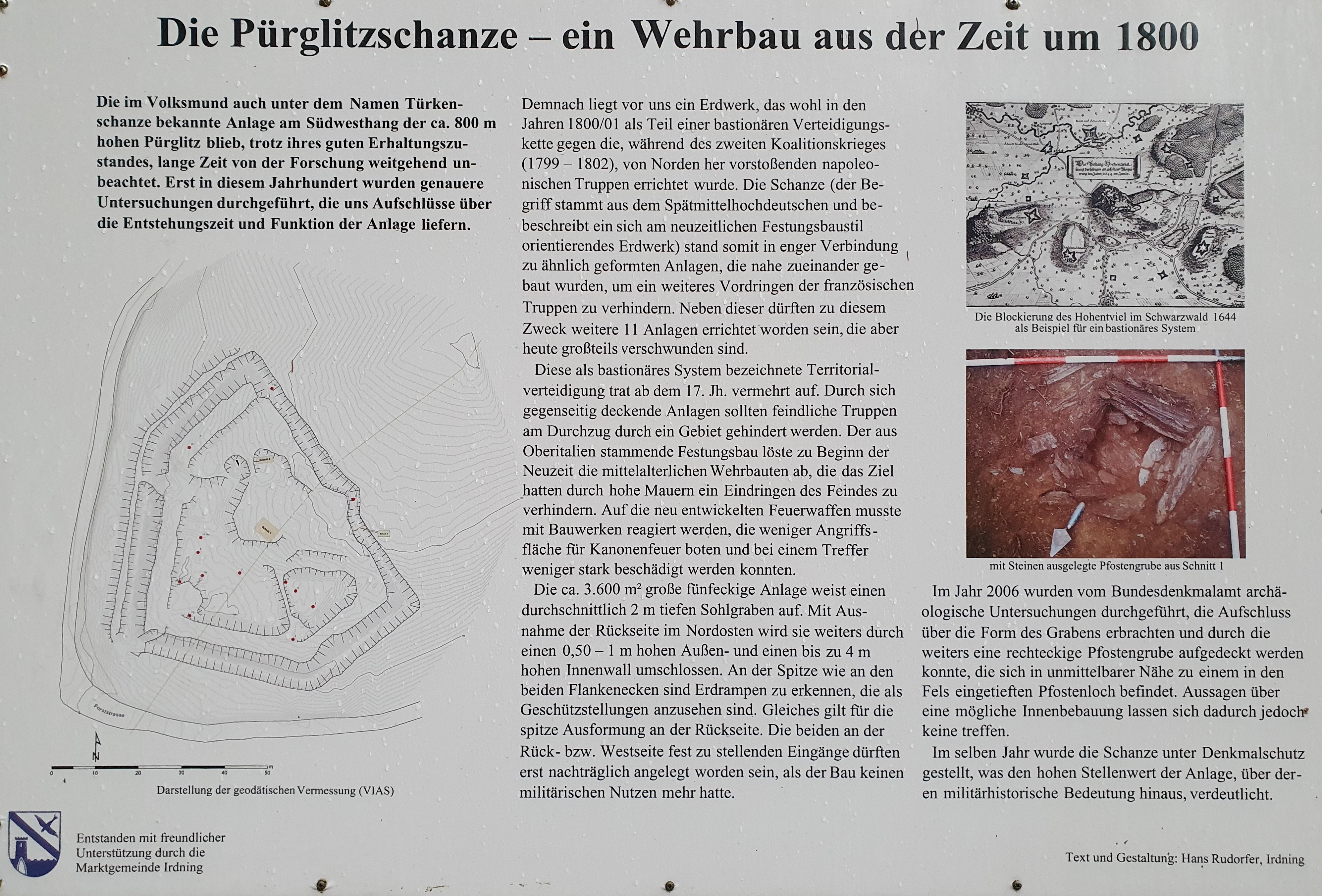
Informationstafel Pürglitzschanze (2020)

Die Pürglitzschanze bei Irdning, auch Türkenschanze genannt, ist eine ehemalige Feldbefestigung aus der Zeit der Franzosenkriege. Die Anlage steht unter Denkmalschutz (Listeneintrag).

## Geographie
Die Pürglitzschanze liegt am westlichen Spornrücken der Anhöhe Pürglitz südlich von Irdning auf einer Höhe von 808 m ü. A. Unmittelbar westlich fließt der Donnersbach in einem tief eingekerbten Tal der drei Kilometer nördlich verlaufenden Enns zu, in die er dort auf einer Höhe von 650 m ü. A. mündet.
Etwa zwei Kilometer östlich befindet sich auf einem Rücken oberhalb des Gehöftes Resch eine weitere gut erhaltene Schanze, die Reschenschanze.

## Geschichte
In dem mit Wald bewachsenen, etwa 0,3 Hektar großen Gelände sind nur mehr Reste der zwischen 1799 und 1802 geschaffenen Gräben und Wälle erkennbar. Die fünfeckige Anlage gehörte zu einem Verteidigungssystem von 11 ähnlichen, abgegangenen Stellungen, die sich gegenseitig deckten. Ihre exponierte Lage erlaubte es, sowohl das etwa 160 Höhenmeter tiefer liegende Tal des Donnersbaches zu kontrollieren, als auch einen weiten Blick über das Ennstal und auch über das Tal der dort von Norden her zufließenden Grimming zu behalten.
Das Gelände wurde 2006 archäologisch prosperiert und als Bodendenkmal von bedeutender militärhistorischer Bedeutung geschützt. 
Das Gelände ist ganzjährig frei zugänglich und eine bebilderte Informationstafel gibt dort einen Überblick über die ehemaligen Wehranlagen.

### Fotos der Anlage

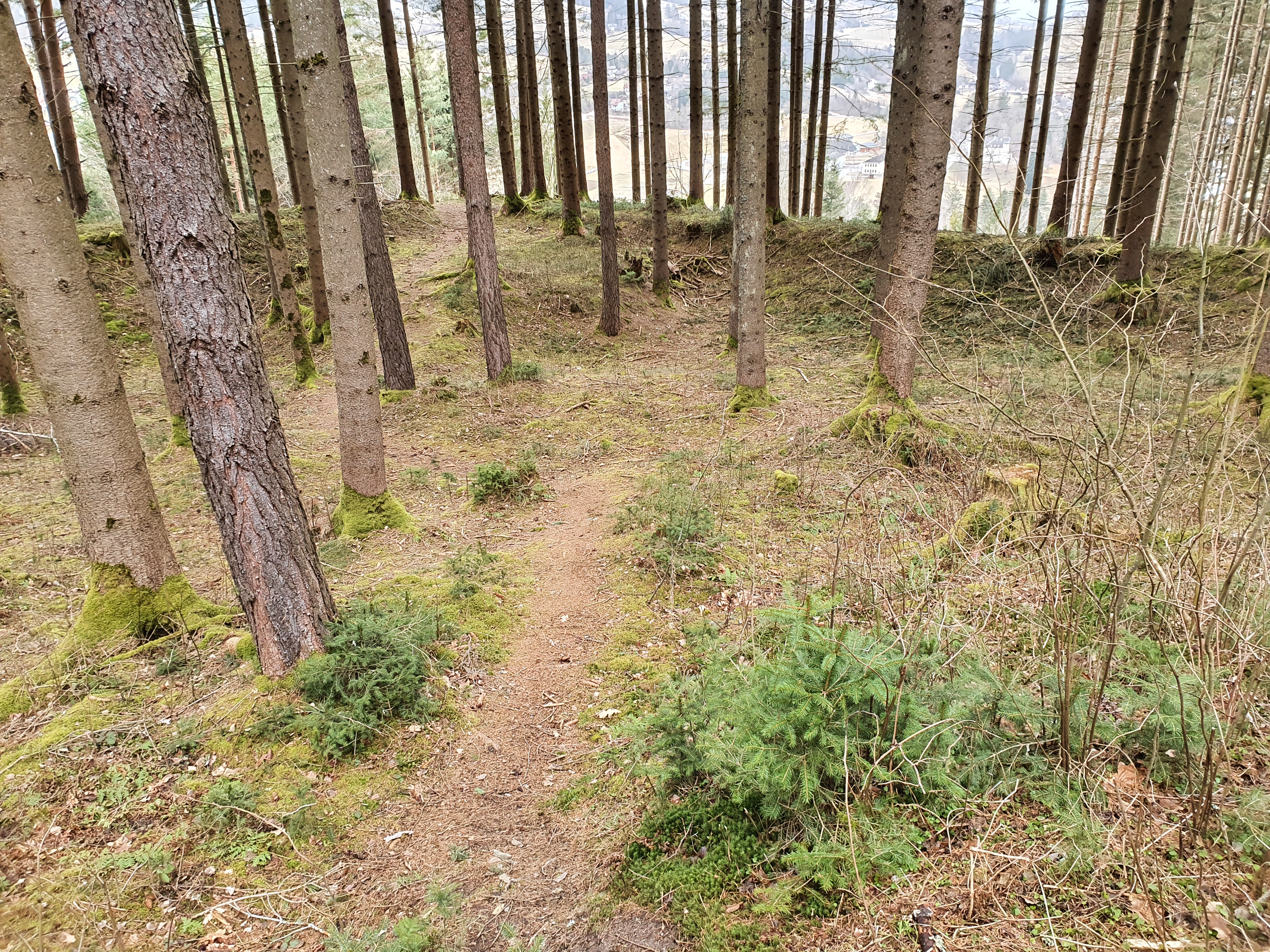
Blick aus dem Inneren nach Westen
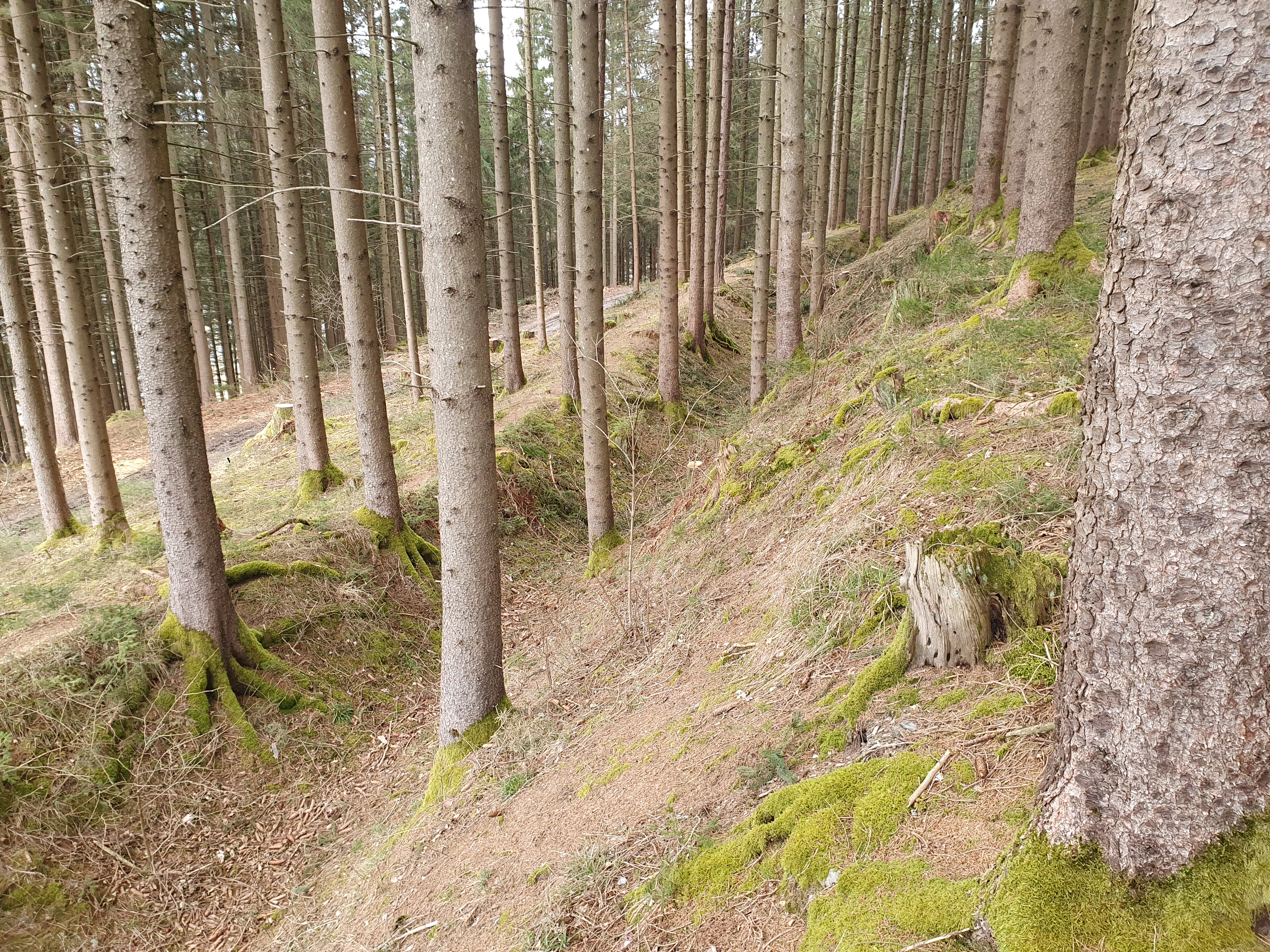
Blick entlang der nordwestlichen Wallkrone nach Nordosten